# Supermarine Spitfire: Dimensioner, ydelse og bevæbning
Den Britiske Supermarine Spitfire er et af de mest berømte Jagerfly fra 2. verdenskrig. Det grundlæggende flystel viste sig at være ekstremt tilpasningsdygtigt, og i stand til at håndtere langt kraftigere motorer og større belastninger end flyets oprindelige rolle som kortdistance interceptor havde krævet. Dette førte til 24 marks (hovedtyper) og et stort antal undervarianter af Spitfire, og flyet blev produceret både før, under og efter 2.verdenskrig i et konstant arbejde for at tilpasse flyet til kravene fra Royal Air Force, og for med succes at gå i kamp mod de stadigt forbedrede fjendtlige fly.
Spitfire blev også modificeret til at gøre tjeneste ombord på Royal Navys hangarskibe; i denne rolle blev de omdøbt til Supermarine Seafire. Selv om den første udgave af Seafire, Seafire Mk.Ib, var en lige-ud-af-landevejen ombygning af Spitfire Mk.Vb, fik efterfølgende varianter en særdeles nødvendig forstærkning af det grundlæggende flystel plus ændringer i den øvrige udrustning som tilpasning for at overleve det krævende maritime miljø. Som et resultat af dette var senere Seafire varianter som regel tungere og, navnlig med Seafire Mk.XV/XVII og F. Mk.47, meget forskellige fra deres landbaserede modstykker.
Det er bemærkelsesværdigt at igennem hele designprocessen, der fandt sted over tolv år fra 1935 til 1948, var der ikke nogen prominente fejl ved det grundlæggende design; dette er et virkeligt bevis for den oprindelige genialitet af Reginald J. Mitchell, hans efterfølger Joseph Smith, og de designteams som de ledte.

## Rolls-Royce Merlin og Griffon motorerne
En nøglefaktor der tillod den kontinuerlige videreudvikling af Spitfire var udviklingen af progressivt mere ydedygtige og forbedrede motorer, i begyndelsen Rolls-Royce Merlin og senere de større og kraftigere Rolls-Royce Griffon. Evolutionen af flybrændstof med højt oktantal og forbedrede kompressor designs gjorde det muligt for Rolls-Royce at få de samme grundlæggende designs til at yde højere og højere effekt. For eksempel kunne de Merlin II og III som sad i Spitfire Mk.I producere maksimalt 770 kW (1.030 hk med den 87-oktan flyvebenzin der var tilgængelig fra 1938 og op igennem 1941; fra tidligt i 1940 ankom der stigende forsyninger af 100-oktan brændstof, hvilket tillod at den maksimale effekt kunne øges til 977 kW (1.310 hk) med et forøget ladetryk fra kompressoren, selv om det var begrænset til maksimalt fem minutter. I 1944 tillod 150 oktan brændstof at Merlin 66 kunne levere 1.387 kW (1.860 hk) i lav højde og med kompressoren i F.S gear.

### Et-trins kompressorer
Afhængigt af den monterede kompressor blev motorerne klassificeret som enten 'lav højde' ("low altitude") (f.eks. Merlin 66, Griffon III), hvor motoren leverede sin maksimale udgangseffekt i højder under 3.000 m (10.000 ft), mellemhøjde ("medium altitude", Merlin 45), hvor motoren leverede maksimal effekt op til ca. 6.100 m (20.000 ft), og stor højde ("high altitude", Merlin 70) hvor motoren leverer mest over ca. 7.600 m (25.000 ft). Følgende dette, indikerede de prefiks der blev benyttet på mange Spitfire varianter, L.F. Mk..., F. Mk... og H.F. Mk... indikerede om motorerne var egnet til lav, mellem eller stor flyvehøjde. Anvendelsen af disse prefiks havde ikke noget at gøre med vingerne, som enten kunne have "klippede" tipper og en reduceret spændvidde på ca. 9,9 m (32 ft 6 in) (dette kunne variere en smule), de normale ovale tipper, eller de "spidse" tipper, der forøgede spændvidden til 12,29 m (40 ft 2 in).
De originale Merlin og Griffon motordesigns benyttede et-trins kompressorer. I motorer med en et-trins kompressor, blev luften der strømmede igennem kompressorens luftindtag komprimeret af kompressorens impeller. I Merlin II/III, XII og 40-seriene blev luften ført igennem en SU karburator før den blev komprimeret og ført til motorens cylindre. Merlin III leverede 770 kW (1.030 hk) ved et "boost" eller ladetryk på 43 kPa (+6¼lb/in²) - "boost" eller ladetryk er det tryk som gasblandingen bliver komprimeret til før den bliver ledt til cylindrene. Begrænsningen af en enkelttrins kompressor er at motorens udgangseffekt falder hurtigt med tiltagende højde; dette sker fordi luftens tryk og densitet falder med tiltagende højde. Effektiviteten af en stempelmotor falder på grund af vægtreduktionen af den luft der kan føres ind i motoren; for eksempel er luftens densitet i en højde af 9.100 m (30.000 ft) 1/3 af densiteten ved havoverfladen, og derfor kan der kun føres 1/3 af luftmængden ind i motoren, og kun 1/3 af brændstofmængden kan forbrændes.
 Man kan tænke på en kompressor på den måde at den kunstigt forøger luftens densitet ved at komprimere den - eller at den tvinger mere luft end normalt ind i cylinderen hver gang stemplet bevæger sig nedad.

### To-trins, to-hastigheds kompressorer
Den mest fundamentale ændring der blev lavet på de senere Merlin (60, 70, 80 og 100-serierne) og Griffon motorer (60 og 80 serierne) var at de fik en to-trins, to-hastigheds kompressor, hvilket gav en betydelig forøgelse af udgangseffekten, særligt i større flyvehøjder. 'To-trins' referere til at der sidder to impellere på en fælles aksel, hvilket svarer til at der er to kompressorer i serie. Efterhånden som luften strømmede ind igennem indsugningen, tilføjede karburatoren forstøvet brændstof. Impelleren i kompressorens første trin komprimerede luft/brændstof blandingen ('gassen' eftersom det fint forstøvede brændstof fordamper næsten omgående) og denne gas blev derefter ledt ind i det mindre andet trin, som komprimerede gassen yderligere.
Impellerene blev drevet af en to-trins gearkasse med hydraulisk styret skiftemekanisme. I lav til medium flyvehøjde ville kompressoren være i det lave gear, Moderate Supercharger eller M.S. gear ("Moderat trykladning". Dette refererede til gearingen, og dermed til impellernes omdrejningstal). Såsnart flyet steg over en fastsat kritisk højde, 6.100 m eller 20.000 ft for Merlin 61 og 70-serierne, ville motoreffenkten begynde at falde efterhånden som det atmosfæriske tryk (luftens densitet) faldt. Når den kritiske højde blev nået ville en trykfølsom aneroid-kapsel betjene gearkassen, som ville skifte til det høje gear, Full Supercharger (F.S.) (eller "Høj trykladning"), hvilket fik impellerene til at rotere hurtigere og dermed komprimerede en større mængde gas.
Det blev nødvendigt at tilføje en ladeluftkøler, også kaldet 'intercooler', for at forhindre at gassen blev så varm fra kompressionen at den enten selvantændte før den nåede cylindrene, eller forårsagede bankning i cylindrene. Intercooleren, som opererede separat fra motorkølingen og havde sin egen forsyning af glykolblandet vand, var monteret mellem afgangen fra kompressorens andet trin og motorens indsugningsmanifold. Fysisk sad den bag cylinderblokkene. Kølervæsken til intercooleren cirkulerede også i kanaler i kompressorhuset og mellem impellerne for at give disse køling. En ekstra radiator, monteret i det styrbords radiatorhus under vingen, afgav spildvarmen fra ladeluften til den gennemstrømmende køleluft.
Med en to-trins, to-hastigheds kompressor, har motoren to værdier for max. udgangseffekt. Eksempelvis er den maksimale effekt fra en Merlin 61 1.167 kW (1.565 hk) i 3.730 m (12.250 ft) (kritisk højde) ved M.S. hastighed, og med et ladetryk ("boost") på +15 lb/in². F.S. gearet havde brug for ca. 149 kW (200 hk) for at drive det. Heraf følger at den maksimale effekt af Merlin 61 i F.S. gear var 1.036 kW (1.390 hk) i en højde af 7.900 m (25.900 ft) med et ladetryk på +15 lb/in². Merlin 66 der blev anvendt i L.F. Mk.IX leverede en smule mere effekt, men fordi den havde en anden gearing til de mindre impellere var den kritiske højde for kompressorens trin lavere, henholdsvis 2.100 m (7.000 ft) og 5.500 m (18.000 ft). I modsætning til dette havde Merlin 70, som var optimeret til flyvning i stor højde, kritiske højder på 4.300 m (14.000 ft) i M.S. gear og 7.700 m (25.400 ft) i F.S. I modsætning til Merlin motorerne anvendte Griffon kompressorer der var designet til at levere maksimal ydelse over et større højdeområde; som følge fik ingen af de Griffon-motoriserede Spitfires en L.F. eller H.F. betegnelse.

### Karburatorer
De tidlige varianter af Merlin benyttede en karburator, fremstillet af SU, hvor en svømmer regulerede brændstofmængden. I de fleste tilfælde var dette tilstrækkeligt, men under luftkampene over Dunkirk og under Slaget om England fandt man ud af at når en Merlin blev udsat for negative g-kræfter, som når man tvang flyet ind i et krapt dyk, ville motoren for et kort øjeblik tabe kraft som følge af svigtende brændstoftilførsel. Dette skete fordi benzinen i flyderkammeret blev tvunget op mod toppen, og bort fra hoveddysen. Daimler-Benz DB 601 - motoren havde benzinindsprøjtning, hvilket gav Bf 109 en fordel over karburatormotorerne; ingen Spitfire kunne følge en 109 i et dyk, og dermed kunne 109'en stikke af.
Løsningen, som blev opfundet af ingeniøren Beatrice "Tilly" Shilling, var at placere en membran af tyndt metal og forsynet med en åbning tværs over flyderhuset. Denne kunne - i det store og hele - løse problemet med brændstofmangel i et hurtigt dyk. Membranen blev i daglig tale, noget uærbødigt, kaldt for 'Frøken Shillings åbning' (Engelsk: "Miss Shilling's Orifice").
Løsningen på problemet var at anvende en Bendix-Stromberg trykstyret karburator, som gav en mere præcis udmåling af brændstofmængden, kunne fungere ved negative g og forhindre brændstofsvigt. Den nye karburator blev benyttet fra og med Merlin 66 - serien og på næsten alle Griffon motorer. I disse motorer indsprøjtede karburatoren brændstoffet direkte, med et overtryk på 34,5 kPa (5 psi), ind i kompressoren gennem en dyse, hvorefter den komprimerede gas blev ledt til cylindrene. En yderligere udvikling af dette system var SU indsprøjtningskarburatorerne, der indsprøjtede brændstof direkte ind i kompressoren ved hjælp af en brændstofpumpe der var drevet som en funktion af krumtapakslens omdrejningstal og tryk målt i motoren; Selv om dette blev monteret på Merlin 100-serien, nåede denne ikke at blive anvendt i seriefremstillede Spitfires, men systemet blev anvendt i Griffons 60- og 80-serier.

### Ladetryk målinger
Briterne målte ladetrykket ("boost pressure") som lbs./sq.inch (eller psi) over en nominel værdi af atmosfæretrykket ved havets overflade. En værdi på +6 betød at gassen blev komprimeret til et tryk på 20,7 (afrundet tal) psi før den blev sendt til indsugningsmanifolden; +25 betød at gassen blev komprimeret til 39,7 psi – 14,7 psi atmosfærisk tryk plus kompressorens "boost" tryk på 25 psi.
| Tommer kviksølv (" Hg) | Pund af Boost | Overtryk i kPa |
| 80.9" kviksølv =       | +25 lb boost  | 172 kPa        |
| 66.6" kviksølv =       | +18 lb boost  | 124 kPa        |
| 60.5" kviksølv =       | +15 lb boost  | 103 kPa        |
| 48.3" kviksølv =       | +9 lb boost   | 62 kPa         |
| 42.2" kviksølv =       | +6 lb boost   | 41 kPa         |

### Ramjet assistance
I et forsøg på at forbedre ydelsen i Spitfire Mk.I i maj 1940, udviklede videnskabsmænd fra RAe (heriblandt Hayne Constant) et 'fremdriftsrør' (Eng: 'propulsive duct'). Dette var i grunden en simpel ramjet, drevet af benzin, og fungerende ved hjælp af Meredith effekten. Enheden skulle monteres i en kanal på 122 cm × 76 cm × 38 cm (48 x 30 x 15 in) under skrogets centerlinie, og lignede en tredje radiator. Laboratorieforsøg viste at hastighedsgevindsten var ubetydelig, og opstillingen blev ikke flyvetestet. I 1943 blev ideen genovervejet som en mulighed for at modgå truslen fra V-1. Avancerede fly som Hawker Tempest og Gloster Meteor fandtes endnu kun i små styktal, og en Spitfire kunne kun afskære en V-1 ved at angribe i et dyk. A. D. Baxter og C. W. R. Smith i Farnborough gennemså parpirene fra 1940 og konkluderede at metoden var anvendelig, men projektet løb ind i problemer med luftmodstand og tryktab, og før disse blev løst var V-1 blevet nedkæmpet.

## Dimensioner, ydelse og bevæbning
På grund af de mange forskelligheder i de producerede Spitfires kunne ydelsen variere betydeligt, selv imellem fly med det samme 'Mark'-nummer. Faktorer som vægt, eksternt tilbehør, flystellets og motorens stand, blandt mange andre ting, havde indflydelse på hvor godt flyet ydede. For eksempel kunne selv ganske små beskadigelser af vingernes forkant reducere tophastigheden drastisk. De mest pålidelige målinger stammer fra test udført under 2. verdenskrig, udført af Aeroplane and Armament Experimental Establishment (A&AEE) baseret på Boscombe Down.

### Tidlige Merlin motorer
|                        | Mk.Ia (K9793 - tidlig produktion, de Havilland to-hastigheds propel)        | Mk.IIa (P7280)                                                                        | Mk.Vb (W3134) | L.F. Mk.Vb (W3228) | Mk.VI (AB200) |
| Spændvidde             | 11,23 m [36 ft 10 in)                                                       | 11,23 m (36 ft 10 in)                                                                 | 11,23 m (36 ft 10 in) | 10,01 m (32 ft 10 in) | 12,24 m (40 ft 2 in) |
| Vingeareal             | 22,5 m2 (242,1 ft2)                                                         | 22,5 m2 (242,1 ft2)                                                                   | 22,5 m2 (242,1 ft2) | 21,46 m2 (231 ft2) | 23,1 m2 (248,5 ft2) |
| Længde                 | 9,12 m (29 ft 11 in)                                                        | 9,12 m (29 ft 11 in)                                                                  | 9,12 m (29 ft 11 in) | 9,12 m (29 ft 11 in) | 9,12 m (29 ft 11 in) |
| Højde                  | 3,02 m (9 ft 10 in)                                                         | 3,02 m (9 ft 10 in)                                                                   | 3,48 m (11 ft 5 in) | 3,48 m (11 ft 5 in) | 3,48 m (11 ft 5 in) |
| Tomvægt                | 1.953 kg (4.306 lb)                                                         | 2.059 kg (4.541 lb)                                                                   | 2.251 kg (4.963 lb) | 2.251 kg (4.963 lb) | - N/A - |
| Fuldvægt               | 2.692 kg (5.935 lb)                                                         | 2.799 kg (6.172 lb)                                                                   | 3.071 kg (6.525 lb) | 2.925 kg (6.450 lb) | 3.057 kg (6.740 lb) |
| Motor                  | Rolls-Royce Merlin III                                                      | Rolls Royce Merlin XII                                                                | Rolls-Royce Merlin 45 | Rolls-Royce Merlin 50M | Rolls-Royce Merlin 47 |
| Effekt                 | 770 kW (1.030 hk) i 4,877 m (16,000 ft) 87 Oktan brændstof, +6 lb/in² boost | 846 kW (1.135 hk) i 3,734 m (12.250 ft) 100 Oktan brændstof og +9 pounds lb/in² boost | 1.096 kW (1.470 hk) i 3,353 m (11.000 ft) | 1.181 kW (1.585 hk) i 1.158 m (3.800 ft) | 1.054 kW (1.415 hk) i 4.267 m (14.000 ft) |
| Max. hastighed         | 582 km/t (367 mph) i 5.669 m (18.600 ft)                                    | 570 km/t (354 mph) i 5.349 m (17.550 ft)                                              | 597 km/t (371 mph) i 6.096 m (20.000 ft) | 564 km/t (350.5 mph) i 1.798 m (5.900 ft) | 570 km/t (354 mph) i 5.349 m (17.400 ft) |
| Stigehastighed         | 11,0 m/s (2.175 ft/min) i 2.956 m (9.700 ft)                                | 15,3 m/s (2.995 ft/min) i 3.962 m (10.000 ft)                                         | 16,5 m/s (3.250 ft/min) i 4.572 m (15.000 ft) | 24,0 m/s (4.720 ft/min) ved havets overflade | 13,5 m/s (2.660 ft/min) i 8.534 m (28.000 ft) |
| Max. flyvehøjde        | 10.485 m (34.400 ft)                                                        | 11.460 m (37.600 ft)                                                                  | 10.668 m (35.000 ft) | 10.881 m (35.700 ft) | 11.948 m (39.200 ft) |
| Vingebelastning        | 117 kg/m2 (24,5 lb/ft2)                                                     | 122 kg/m2 (25,4 lb/ft2)                                                               | 137 kg/m2 (27,9 lb/ft2) | 130 kg/m2 (26,6 lb/ft2) | 137 kg/m2 (27,0 lb/ft2) |
| Effekt/masse           | 0,28 kW/kg (0,17 hk/lb)                                                     | 0,30 kW/kg (0,18 hk/lb)                                                               | 0,36 kW/kg (0,22 hk/lb) | 0,35 kW/kg (0,21 hk/lb) | 0.35 kW/kg (0,21 hk/lb) |
| Kamprækkevidde         | 400 km (248 mi) på internt brændstof                                        | 400 km (248 mi) på internt brændstof                                                  | 400 km (248 mi) på internt brændstof | 400 km (248 mi) på internt brændstof | 400 km (248 mi) på internt brændstof |
| Forlægnings-rækkevidde |                                                                             |                                                                                       | 1.827 km (1.135 mi) | | 2.462 km (1.530 mi) med en 773 L (170 Imp.gal.) droptank |
| Bevæbning              | - 8 stk. 0.303" (7,7 mm) Browning maskingeværer, med 350 skud pr. gevær     | - 8 stk. 0.303" (7,7 mm) Browning maskingeværer, med 350 skud pr. gevær               | - 2 stk. 20 mm (0.79 in) Hispano II maskinkanoner, hver med et 60-skuds tromlemagasin - 4 stk. 0.303" (7,7 mm) Browning maskingeværer, med 350 skud pr. gevær - 2 stk. 113 kg (250 lb) eller 1 stk 227 kg (500 lb) bomber | - 2 stk. 20 mm (0.79 in) Hispano II maskinkanoner, hver med et 60-skuds tromlemagasin - 4 stk. 0.303" (7,7 mm) Browning maskingeværer, med 350 skud pr. gevær - 2 stk. 113 kg (250 lb) eller 1 stk 227 kg (500 lb) bomber | - 2 stk. 20 mm (0.79 in) Hispano II maskinkanoner, hver med et 60-skuds tromlemagasin - 4 stk. 0.303" (7,7 mm) Browning maskingeværer, med 350 skud pr. gevær |

### Sene Merlin og Griffon motorer
|                        | L.F. Mk.IXe | Mk.XII | Mk.XIVe | F. Mk.24 |
| ---------------------- | --- | --- | --- | --- |
| Spændvidde             | 9,9 m (32 ft 6 in) | 9,9 m (32 ft 6 in) | 11,23 m (36 ft 10 in) | 11,25 m (36 ft 11 in) |
| Vingeareal             | 21,46 m2 (231 ft2) | 21,46 m2 (231 ft2) | 22,5 m2 (242,1 ft2) | 23,6 m2 (243,6 ft2) |
| Længde                 | 9,47 m (31 ft 1 in) | 9,62 m (31 ft 7 in) | 9,95 m (32 ft 8 in) | 10,03 m (32 ft 11 in) |
| Højde                  | 3,86 m (12 ft 8 in) | 3,86 m (12 ft 8 in) | 3,89 m (12 ft 9 in) | 4,11 m (13 ft 6 in) |
| Tomvægt                | 2.309 kg (5.090 lb) | 2.524 kg (5.564 lb) | 3.034 kg (6.653 lb) | 3.247 kg (6.160 lb) |
| Fuldvægt               | 3.354 kg (7.400 lb) | 3.363 kg (7.415 lb) | 3.889 kg (8.574 lb) | 4.490 kg (9.900 lb) |
| Motor                  | Rolls-Royce Merlin 66 | Rolls-Royce Griffon III eller IV | Rolls-Royce Griffon 65 | Rolls-Royce Griffon 85 |
| Effekt                 | 1.283 kW (1.720 hk) i 3.353 m (11.000 ft) flyvehøjde, 150 Oktan benzin, +25 lb/in² boost. | 1.293 kW (1.735 hk) i 300 m (1.000 ft) | 1.530 kW (2.050 hk) i 2.987 m (9.800 ft) | 1.771 kW (2.120 hk) i 3.734 m (12.250 ft) |
| Max. hastighed         | 650 km/t (404 mph) i 6.400 m (21.000 ft) | 639 km/t (397 mph) i 5.425 m (17.800 ft) | 722 km/t (449 mph) i 7.468 m (24.500 ft) | 731 km/t (454 mph) i 7.802 m (26.000 ft) |
| Stigehastighed         | 24,1 m/s (4.745 ft/min) i 3.048 m (10.000 ft) | 19,1 m/s (3.760 ft/min) i 609 m (2.000 ft) | 23,8 m/s (4.700 ft/min) i 2.438 m (8.000 ft) | 21,0 m/s (4.100 ft/min) i 5.182 m (17.000 ft) |
| Max. flyvehøjde        | 12.954 m (42.500 ft) | 11.887 m (39.000 ft) | 13.560 m (43.000 ft) | 13.560 m (43.000 ft) |
| Vingebelastning        | 149 kg/m2 (30,6 lb/ft2) | 155 kg/m2 (32,0 lb/ft2) | 171 kg/m2 (35,0 lb/ft2) | 198 kg/m2 (40,6 lb/ft2) |
| Effekt/masse           | 0,39 kW/kg (0,23 hk/lb) | 0,39 kW/kg (0,23 hk/lb) | 0,33 kW/kg (0,20 hk/lb) | 0,39 kW/kg (0,23 hk/lb) |
| Kamprækkevidde         | 400 km (248 mi) på internt brændstof | 793 km (493 mi) på internt brændstof | 740 km (460 mi) på internt brændstof | 627 km (390 mi) på internt brændstof |
| Forlægnings-rækkevidde | 1.577 km (980 mi) | 1.272 km (791 mi) | 1.375 km (855 mi) | 1.553 km (965 mi) med en 409 L (90 Imp.gal) droptank |
| Bevæbning              | - 2 stk. 20 mm (0.79 in) Hispano II maskinkanoner, hver med et 120-skuds kassemagasin - 2 stk. 12,7 mm (0.50 in) Browning M2 maskingeværer med 250 skud pr.gevær eller 4 stk. 7,7 mm (0.303) Browning maskingeværer, med 350 skud pr. gevær (Mk.IXc) - Op til 2 stk. 113 kg (250 lb) bomber (under vingerne), plus 1 stk. 227 kg (500 lb) bombe under centersektionen af vingen | - 2 stk. 20 mm (0.79 in) Hispano II maskinkanoner, hver med et 120-skuds kassemagasin - 4 stk. 7,7 mm (0.303) Browning maskingeværer, med 350 skud pr. gevær - Op til 2 stk. 113 kg (250 lb) bomber (under vingerne), plus 1 stk. 227 kg (500 lb) bombe under centersektionen af vingen | - 2 stk. 20 mm (0.79 in) Hispano II maskinkanoner, hver med et 120-skuds kassemagasin - 2 stk. 12,7 mm (0.50 in) Browning M2 maskingeværer med 250 skud pr.gevær | - 4 stk 20 mm (0.79 in) Hispano V maskinkanoner; 175-skuds kassemagasin til de indenbords, 150-skuds kassemagasin til de udenbords kanoner - Op til 2 stk. 113 kg (250 lb) bomber (under vingerne), plus 1 stk. 227 kg (500 lb) bombe under centersektionen af vingen. |

### Seafire
|                                    | Seafire Mk.IIc | Seafire L. Mk.III | Seafire F. Mk.XV | Seafire F. Mk.47 |
| ---------------------------------- | --- | --- | --- | --- |
| Spændvidde                         | 11,23 m (36 ft 10 in) | 9,8 m (32 ft 2 in)/ 4,0 m (13 ft 4 in) med foldede vinger | 11,23 m (36 ft 10 in)/ 4,0 m (13 ft 4 in) med foldede vinger | 11,25 m (36 ft 11 in)/ 5,82 m (19 ft 1 in) med foldede vinger |
| Vingeareal                         | 22,5 m2 (242,1 ft2) | 21,5 m2 (231 ft2) | 22,5 m2 (242,1 ft2) | 23,6 m2 (243,6 ft2) |
| Længde                             | 9,12 m (29 ft 11 in) | 9,12 m (29 ft 11 in) | 9,70 m (31 ft 10 in)/ 9,83 m (32 ft 3 in) med det senere større sideror og haleflade | 10,46 m (34 ft 4 in) |
| Højde (Over propellen, halen nede) | 3,48 m (11 ft 5 in) | 3,48 m (11 ft 5 in) | 3,86 m (12 ft 8 in) | 3,88 m (12 ft 9 in) |
| Tomvægt                            | 2.404 kg (5.300 lb) | 2.472 kg (5.450 lb) | 2.857 kg (6.300 lb) | 3.937 kg (8.680 lb) |
| Fuldvægt                           | 3.240 kg (7.145 lb) | 3.275 kg (7.220 lb) | 3.626 kg (7.995 lb) | 4.853 kg (10.700 lb) 'ren' konfiguration; 5.683 kg (12.530 lb) med en 227 L (50 gal) droptank og to 227 kg (500 lb) bomber |
| Motor                              | Rolls-Royce Merlin 46 | Rolls-Royce Merlin 55M | Rolls-Royce Griffon VI | Rolls-Royce Griffon 88 |
| Effekt                             | 1.055 kW (1.415 hk) i 4.267 m (14.000 ft) | 1.182 kW (1.585 hk) i 838 m (2.750 ft) | 1.379 kW (1.850 hk) i 609 m (2.000 ft) | 1.752 kW (2.350 hk) i 380 m (1.250 ft) |
| Max. hastighed                     | 555 km/t (345 mph / 299.7 knots) i 5.791 m (19.000 ft) flyvehøjde | 578 km/t (359 mph / 312 knots) i 1.514 m (5.100 ft) | 631 km/t (392 mph / 341 knots) i 3.901 m (12.800 ft) | 727 km/t (452 mph 7 393 knots) i 6.250 m (20.500 ft) |
| Stigehastighed                     | 12,0 m/s (2.380 ft/min) i 4.876 m (16.000 ft) | 17,5 m/s (3.460 ft/min) i 1.219 m (4.000 ft) | 23,4 m/s (4.600 ft/min) i 1.219 m (4.000 ft) | 24,4 m/s (4.800 ft/min) ved havoverfladen |
| Max. flyvehøjde                    | 11.460 m (37.600 ft) | 9.753 m (32.000 ft) | 11.277 m (37.000 ft) | 13.135 m (43.100 ft) |
| Vingebelastning                    | 133 kg/m2 (29,5 lb/ft2) | 137 kg/m2 (30,3 lb/ft2) | 161 kg/m2 (33,0 lb/ft2) | 205 kg/m2 (43,9 lb/ft2) 'ren' eller 240 kg/m2 (51,4 lb/ft2) med bomber |
| Effekt/masse                       | 0,33 kW/kg (0,20 hk/lb) | 0,36 kW/kg (0,22 hk/lb) | 0,39 kW/kg (0,23 hk/lb) | 0,36 kW/kg (0,22 hk/lb) 'ren' eller 0,30 kW/kg (0,18 hk/lb) |
| Kamprækkevidde                     | 698 km (434 mi) på internt brændstof | 821 km (510 mi) på internt brændstof | 605 km (376 mi) på internt brændstof | 652 km (405 mi) på internt brændstof |
| Forlægnings-rækkevidde             | 1.207 km (750 mi () med 273 L (60 Imp.gal) droptank | 1.239 km (770 mi () med 273 L (60 Imp.gal) droptank | 1.453 km (903 mi () med 409 L (90 Imp.gal) droptank | 2.374 km (1.475 mi () med 409 L (90 Imp.gal) droptank |
| Bevæbning                          | - 2 stk. 20 mm (0.79 in) Hispano II maskinkanoner, hver med et 120-skuds kassemagasin - 4 stk. 7,7 mm (0.303) Browning maskingeværer, med 350 skud pr. gevær - Op til 2 stk. 113 kg (250 lb) bomber (under vingerne), plus 1 stk. 227 kg (500 lb) bombe under centersektionen af vingen | - 2 stk. 20 mm Hispano II: sene Seafire Mk.III 2 stk. Hispano V maskinkanoner, hver med 120 skud - 4 stk. 7,7 mm (0.303) Browning maskingeværer, med 350 skud pr. gevær - Op til 2 stk. 113 kg (250 lb) bomber (under vingerne), plus 1 stk. 227 kg (500 lb) bombe under centersektionen af vingen | - 2 stk. 20 mm (0.79 in) Hispano II maskinkanoner, hver med et 120-skuds kassemagasin - 4 stk. 7,7 mm (0.303) Browning maskingeværer, med 350 skud pr. gevær - Op til 2 stk. 113 kg (250 lb) bomber (under vingerne), plus 1 stk. 227 kg (500 lb) bombe under centersektionen af vingen | - 4 stk 20 mm (0.79 in) Hispano V maskinkanoner; 175-skuds kassemagasin til de indenbords, 150-skuds kassemagasin til de udenbords kanoner - Op til 8 stk. "60 lb" RP-3 raketter på nul-længde raketstyr - Op til 3 stk. 227 kg (500 lb) bomber |

### Citater
1. ↑  McKinstry 2007, p. 25.
2. ↑  Harvey-Bailey 1995, p. 155.
3. ↑  Price 1999, p. 81.
4. ↑  Smallwood 1995, p. 133.
5. ↑  Smith 1942, p. 657.
6. ↑  Smith 1942, p. 656.
7. 1 2 3  Price 1995, p.14
8. ↑  Flight 1945, pp. 315–316.
9. 1 2  Smith 1942, pp. 657–658.
10. ↑  Smallwood 1995, pp.132–136.
11. ↑  Price 1999, p. 170.
12. ↑  McKinstry 2007, p. 205.
13. ↑  Lowrey 1943, p. 619
14. ↑  Gibson & Buttler 2007, s. 135–136.
15. ↑  Price 1999, p.81
16. ↑  Price 1999, p.114
17. ↑  Price 1999, p.142
18. ↑  Price 2010, p. 168.
19. ↑  Price 1999, p.150
20. ↑  Morgan and Shacklady 2000, p.332
21. ↑  Price 2010, p. 219.
22. ↑  Morgan and Shacklady 2000, p.420
23. ↑  Morgan and Shacklady 2000, p.490
24. ↑  Price 2010, p. 196.
25. ↑  Brown 1989, p. 168.
26. ↑  Seafire IIc performance
27. ↑  Robertson 1973, pp.194–196
28. ↑  Morgan and Shacklady 2000, pp.534–543.
29. ↑  Robertson 1973, pp.196–197.
30. ↑  Morgan and Shacklady 2000, pp.551–560.
31. ↑  Seafire Mk 47 Trials report Retrieved: 27 July 2008
32. ↑  "Spitfires with Sea Legs; part 2". Air International Vol 15 No 4, October 1978 pp.185–187.